# (73288) 2002 JP64
(73288) 2002 JP64 – planetoida z pasa głównego asteroid okrążająca Słońce w ciągu 3,74 lat w średniej odległości 2,41 j.a. Odkryta 9 maja 2002 roku.